# Acid tienilic
Tienilic acid (INN và BAN) hoặc ticrynafen (USAN) là một loại thuốc lợi tiểu quai với tác dụng làm tăng axit uric (uricosuric), trước đây được bán trên thị trường để điều trị tăng huyết áp. Nó đã được FDA chấp thuận vào ngày 2 tháng 5 năm 1979 và rút tiền vào năm 1982, sau khi các báo cáo trường hợp ở Hoa Kỳ chỉ ra mối liên hệ giữa việc sử dụng ticrynafen và viêm gan.
Các cáo buộc hình sự đã được đưa ra chống lại các giám đốc của SmithKline liên quan đến việc che giấu dữ liệu liên quan đến độc tính trong khi được FDA chấp thuận. Công ty đã nhận tội với 14 tội không báo cáo các phản ứng bất lợi và 20 tội danh bán thuốc sai nhãn hiệu.
Axit Tienilic được tìm thấy hoạt động như một chất nền tự sát tại các enzyme cytochrom P450 liên quan đến chuyển hóa thuốc. Tuy nhiên, phản ứng trao đổi chất được thực hiện bởi các enzyme này đã chuyển đổi axit tienilic thành một thiophene sulfoxit có tính điện cao. Điều này khuyến khích một phản ứng Michael dẫn đến sự kiềm hóa một nhóm thiol trong vị trí hoạt động của enzyme. Mất nước từ thiophene sulfoxide đã phục hồi vòng thiophene và dẫn đến axit tienilic liên kết cộng hóa trị với enzyme, do đó ức chế enzyme không thể đảo ngược.
Ngoài ra, huyết thanh của bệnh nhân bị suy gan sau khi dùng thuốc này có chứa các kháng thể nhận ra CYP2C9 có thể hydroxylate thuốc và tạo liên kết hóa trị.
Giải thích trên là một giả thuyết. Người ta vẫn chưa biết (sau 15 năm) nếu chất trung gian phản ứng làm bất hoạt CYP2C9 là thiophene sulfoxide hoặc thiophene epoxide. Mục tiêu về protein cũng không được biết đến (có thể là nhiều). Tuy nhiên, axit tienilic là một chất ức chế dựa trên cơ chế tốt của CYP2C9 và dường như làm bất hoạt nó theo phương pháp cân bằng hóa học. Tiến bộ trong proteomics một ngày nào đó có thể đưa ra câu trả lời.
Các nghiên cứu gần đây chỉ ra rằng trên thực tế, chất chuyển hóa chính của axit tienilic (axit 5-OH tienilic) không thể có nguồn gốc từ một chất trung gian thiophene-S-oxide như đã được đưa ra giả thuyết trước đây. Nó được xác định là có nguồn gốc từ một trung gian thiophene epoxide và chất trung gian phản ứng này sau đó có khả năng là nguyên nhân cho liên kết hóa trị với cũng như bất hoạt CYP2C9 dựa trên cơ chế.